# Freiheit ist immer Freiheit der Andersdenkenden

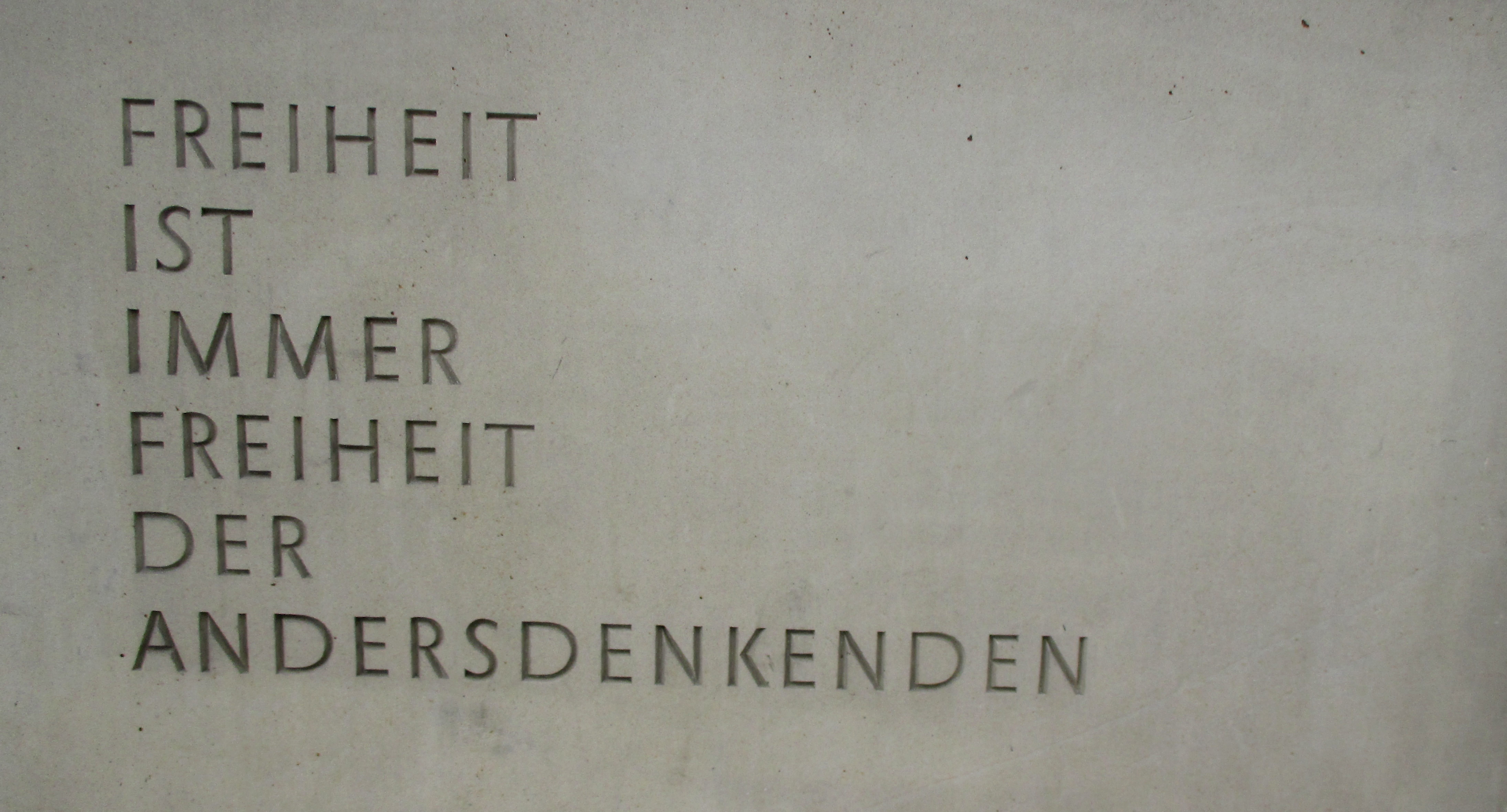
Rosa-Luxemburg-Denkmal in Dresden

Freiheit ist immer Freiheit der Andersdenkenden ist der bekannteste Satz von Rosa Luxemburg. Sie schrieb ihn 1918 in einer kritischen Schrift zur russischen Revolution.

## Hintergründe
Rosa Luxemburg verfasste im Herbst 1918 im Gefängnis in Breslau eine Schrift, in der sie sich detailliert mit der Entwicklung in Sowjetrussland nach dem Oktoberumsturz von 1917 auseinandersetzte. Darin kritisierte sie auch diktatorische Herrschaftsstrukturen durch die bolschewistische Partei.
Als eine Randbemerkung schrieb sie im vierten Kapitel neben den Haupttext den Satz Freiheit ist immer Freiheit der Andersdenkenden.
Direkt darunter hatte sie als weitere Randnotiz (wahrscheinlich kurz vorher) notiert.

„Freiheit nur für die Anhänger der Regierung, nur für Mitglieder einer Partei – mögen sie noch so zahlreich sein – ist keine Freiheit.“

In dem Haupttext stand daneben zur sowjetischen Herrschaft unter Leo Trotzki

„(...) haben sie durch Erdrückung des öffentlichen Lebens die Quelle der politischen Erfahrung und das Steigen der Entwicklung verstopft.“

## Wirkungsgeschichte
Diese Randbemerkung war noch nicht in der ersten Veröffentlichung des Textes durch ihren Vertrauten Paul Levi 1922 nach ihrem Tod enthalten. Erst in einer der folgenden Ausgaben (wahrscheinlich in Paris 1938) wurde es erstmals abgedruckt. Der Satz wurde daher erst später wahrgenommen als die anderen Inhalte des Buches.
Der regimekritische ehemalige Chemie-Professor Robert Havemann zitierte ihn 1968 in einer Schrift als Zitat für Meinungs- und Pressefreiheit in der DDR. Der Ost-Berliner Liedermacher Wolf Biermann las ihn am 13. November 1976 mit anderen Sätzen aus dem Buch bei seinem berühmten Konzert in der Sporthalle in Köln; drei Tage später bürgerte das SED-Regime ihn aus. 1977 wurden drei junge Männer zu 12 bis 18 Jahren Haft verurteilt, weil sie diesen Satz bei der offiziellen Demonstration zu Ehren von Karl Liebknecht und Rosa Luxemburg in Ost-Berlin mit sich getragen hatten. 1988, ein Jahr vor dem Mauerfall, wurden mehr als 100 Menschen verhaftet, weil sie mit diesem und anderen Sätzen aus dem Buch an der Liebknecht-Luxemburg-Demonstration teilnehmen wollten.
Nach der Wende 1989 wurde der Satz Freiheit ist immer Freiheit der Andersdenkenden zu einem Leitmotiv einer toleranten politischen Grundeinstellung.

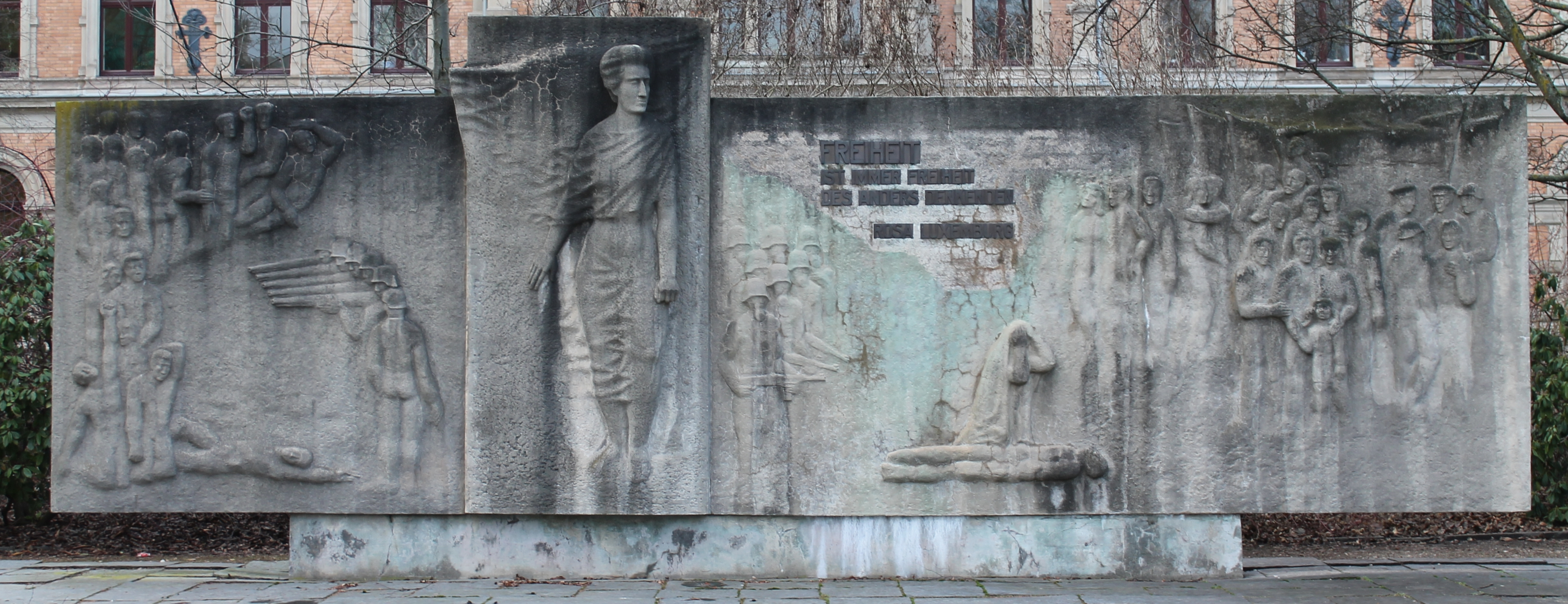
Rosa-Luxemburg-Denkmal in Zwickau

An Denkmälern für Rosa Luxemburg in Berlin, in Dresden und Zwickau wird dieser Satz zitiert.

## Bedeutung
Rosa Luxemburg war Revolutionärin und Humanistin. Sie trat vehement gegen den Ersten Weltkrieg auf und hielt eine Revolution für unvermeidlich, um eine gerechte Gesellschaft aufbauen zu können.

„Rücksichtsloseste revolutionäre Tatkraft und weitherzigste Menschlichkeit — dies allein ist der wahre Odem des Sozialismus. Eine Welt muß umgestürzt werden, aber jede Träne, die geflossen ist, obwohl sie abgewischt werden könnte, ist eine Anklage, und ein zu wichtigem Tun eilender Mensch, der aus roher Unachtsamkeit einen armen Wurm zertritt, begeht ein Verbrechen.“

Rosa Luxemburgs Freiheitsverständnis hat auch Bezüge zum Kommunistischen Manifest von 1848, in dem eine Gesellschaft angestrebt wurde, in der

„(...) die freie Entwicklung eines Jeden die Bedingung der freien Entwicklung Aller ist.“

Ihre Vorstellung von Freiheit bezog sich vor allem auf eine sozialistische Gesellschaft nach der Revolution. Für den revolutionären Kampf davor  forderte sie rigoroses Handeln mit der Bereitschaft zu eigenen Opfern. Rosa Luxemburg polemisierte stets gegen Mitglieder der bürgerlichen Gesellschaft, die durch ihren Besitz und durch ihr gesellschaftliches Handeln die Freiheit und Lebensqualität der arbeitenden Menschen einschränkten. Gleichwohl plädierte sie immer für einen achtsamen Umgang mit dem Leben.